# Idiarthron subnotatum
Idiarthron subnotatum är en insektsart som beskrevs av Brunner von Wattenwyl 1895. Idiarthron subnotatum ingår i släktet Idiarthron och familjen vårtbitare. Inga underarter finns listade i Catalogue of Life.